# 複酸化物
複酸化物（ふくさんかぶつ、multiple oxide）は、2種類の金属からなる酸化物のこと。複酸化物にはペロブスカイト構造やスピネル構造を持つものが多い。ペロブスカイト構造のものとして、灰チタン石（ペロブスカイト、CaTiO3）、チタン酸バリウム (BaTiO3) などがあり、スピネル構造のものとして、スピネル（MgAl2O4）、LiTi2O4（超伝導を示す物質）、クリソベリル（金緑石、BeAl2O4）などがある。
複酸化物と同様に、複硫化物、複フッ化物なども存在する。